# Condado de Madison (Indiana)
O Condado de Madison é um dos 92 condados do Eestado americano de Indiana. A sede do condado é Anderson, e sua maior cidade é Anderson. O condado possui uma área de 1 173 km² (dos quais 2 km² estão cobertos por água), uma população de 133 358 habitantes, e uma densidade populacional de 114 hab/km² (segundo o censo nacional de 2000). O condado foi fundado em 1823.